# هنكامه

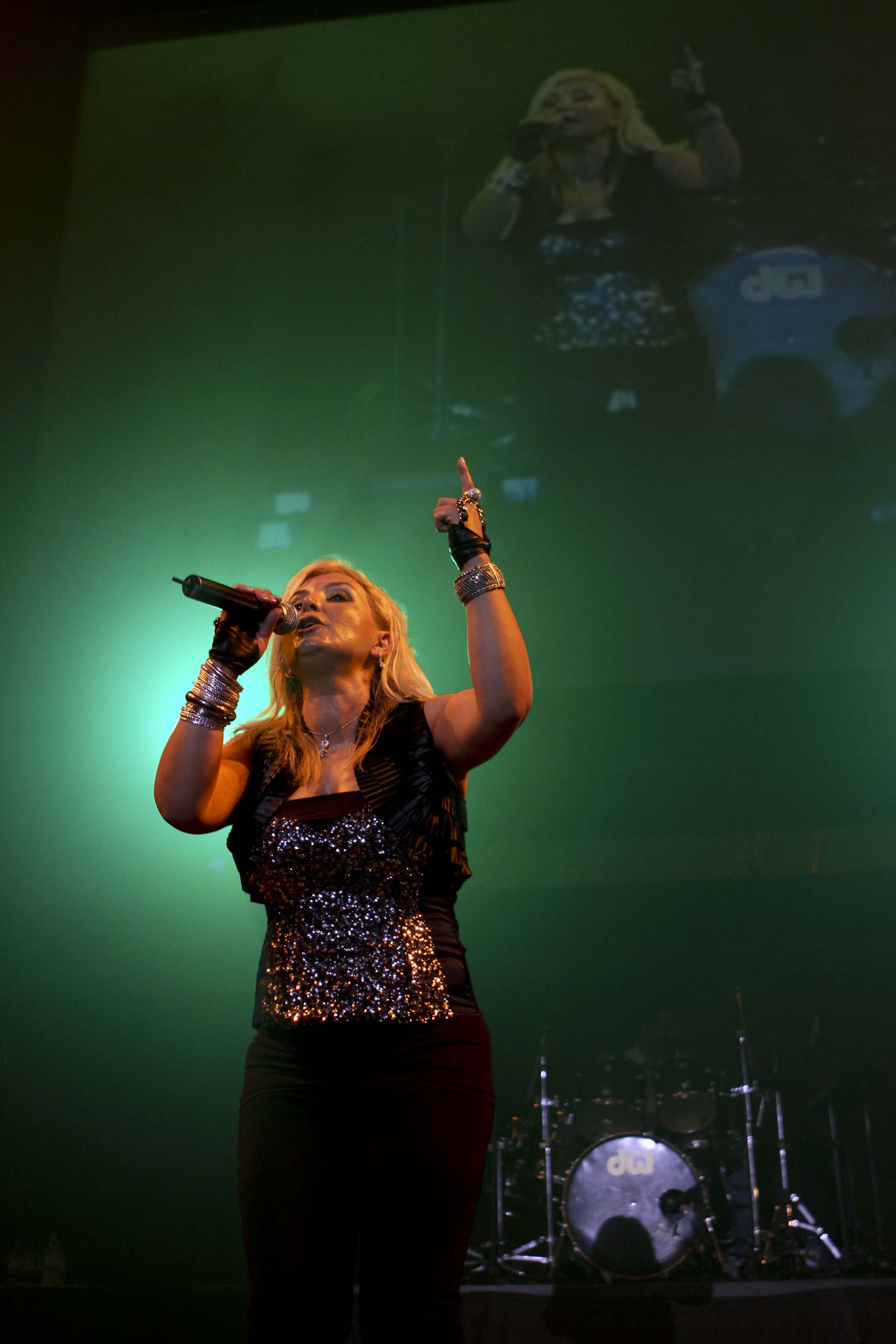
هنگامه خلال حفلة في 2010 في ماليزيا

هنكامه برزین مولودة في مدينة لاهیجان الإيرانية ومعروفة باسم هنكامه (بالفارسية: هنگامه، وبالأحرف اللاتينية: Hengameh) ومقيمة في لوس أنجلوس بالولايات المتحدة الأميركية هي مغنية بوب إيرانية أميركية مشهورة في إيران وفي بلدان الانتشار الفارسي في العالم.
أصدرت ألبومين هما «برای دیدن تو» و «ارتش صلح» ومشهورة بأغانيها الراقصة وخصوصا Yato Ya Hichkaseh Digeh. سافرت إلى مختلف مدن الانتشار والتواجد لإحياء حفلاتها الرائجة.

## وصلات خارجية
- هنكامه على موقع IMDb (الإنجليزية)
- هنكامه على موقع ميوزك برينز (الإنجليزية)
- هنكامه على موقع قاعدة بيانات الفيلم (الإنجليزية)

1. ↑  MusicBrainz (بالإنجليزية), MetaBrainz Foundation, QID:Q14005